# Aladdin et sa lampe (film, 1952)
Pour plus de détails, voir Fiche technique et Distribution.
 Aladdin et sa lampe  (Alladin and His Lamp) est un film américain sorti en 1952.

## Fiche technique
- Titre :  Aladdin et sa lampe
- Titre original : Alladin and His Lamp
- Réalisation : Lew Landers
- Producteur : Walter Wanger
- Société de production et de distribution : Columbia Pictures
- Scénario : Howard Dimsdale 
 Millard Kaufman
- Musique : Marlin Skiles
- Photographie : Gilbert Warrenton
- Montage :
- Direction artistique : Dave Milton
- Décors de plateau :
- Costumes :
- Effets spéciaux :
- Pays de production :  États-Unis
- Langue originale : anglais
- Format : couleur (Technicolor) – 35 mm – 1,37:1 – mono (Western Electric Mirrophonic Recording)
- Genre : Aventure
- Durée : 67 minutes
- Date de sortie :
  - États-Unis : 20 juillet 1952

## Distribution
- Johnny Sands : Aladin
- Patricia Medina : Princess Jasmine
- Richard Erdman : Mirza
- John Dehner : Prince Bokra
- Billy House : Kazan
- Nedrick Young : Hassan
- Noreen Nash :
- Charles Horvath : Le génie
- Sujata Rubener : danseuse
- Suzan Ball : danseuse
- Joan Barton : danseuse
- Mona Knox : danseuse
- Carol Varga : danseuse
- Judy Walsh : danseuse
- Charles Wagenheim : vieil arabe